# 필리프 마위
필리프 마위(프랑스어: Philippe Mahut fi.lip ma.y[*]; 1956년 3월 4일, 상트르-발 드 루아르 지방 륀리 ~ 2014년 2월 8일, 일-드-프랑스 파리)는 프랑스의 전 프로 축구 선수로, 현역 시절 수비수로 활약했다. 1974년부터 1993년까지, 마위는 7개 구단에서 활약했는데, 모두 모국인 프랑스의 구단들이었고, 654번의 공식 경기를 치러 30골을 기록했다. 그는 1980년대 초에 프랑스 국가대표팀 경기에 9번 출전하기도 했다.
마위는 "강인한 수비수"로 묘사되며, "머리로 평균 이상의 경합 능력을 낸다"고 덧붙었다.

## 유년 시절
필리프 마위는 셰르 주 륀리 군에 속한 소읍인 로시에르 출신이다. 그는 폴란드계 가정 출신이다. 그는 소읍에서 유년 시절을 보내며 조모의 양육을 받았다. 필리프의 부친은 아마추어 축구 선수로 두각을 나타냈고, 이는 필리프의 재능과 부전자전이었다. 필리프 마위는 몽페랑데스 소속으로 9세에 유소년부로 입단해 축구를 시작했다. 그는 이후 퐁텐블로로 이주해 삼촌과 숙모의 집에 동거했다. 필리프 마위는 세-네-마른 주에서 군 복무 의무를 마쳤다.

## 클럽 경력

### 앙탕트
유년기에 퐁텐블로에 정착한 마위는 지역의 앙탕트 유소년부에 입단했다. 그는 1970년부터 1978년까지 디비시옹 2 무대에서 뛰었다. 그는 학업과 축구를 병행하면서 바칼로레아도 준비했지만 낙제했다. 마위는 유소년부에서 축구 쪽으로 두각을 나타낸 덕에 1974-75 시즌을 앞두고 너지 러디슬러시 감독의 눈에 띄어 1군에 합류했다. 마위는 앙탕트 1군에서 2년을 보내며(그는 1974-75 시즌과 1975-76 시즌에 각각 21경기 24경기를 출전했다) 소속 리그(디비시옹 2 A조)에서 강등권 3개 구단보다 승점 1점을 더 딴 채로 마쳤다. 디비시옹 2에서 자신의 실력으로 축구에서 잠재력을 확인받은 마위는 스카웃들의 주목을 받게 되었다. 그는 트루아나 파리 생-제르맹을 비롯한 디비시옹 1 구단들의 제의를 받았다. 당시 트루아의 단장이었던 앙드레 와트랭은 구단의 스카웃도 겸임했는데, 마위의 구단 합류를 제의했다. 마위는 이후 파리 생-제르맹과 같은 거대 구단에서 활약할 자신은 없고, 트루아와 같은 평범한 구단에서 활약하는 편이 낫다고 밝혔다.

### 트루아
1976년 7월, 마위는 당시 르네 세돌랭 감독이 지휘하는 트루아에 반프로 계약을 맺고 입단했다. 1976년 9월 24일, 그는 앙제와의 들로브 안방 경기에서 디비시옹 1 신고식을 치렀다. 마위는 트루아 1년차에 28번의 경기에 출전했고, 소속 구단은 시즌을 15위로 마감했다. 축구를 시작하고 처음으로 정식 프로 계약을 체결하면서 그는 2년차에 26번의 경기에 출전했지만, 소속 구단은 디비시옹 2로 강등되었다. 마위는 트루아에서 활약하면서 프랑스 U-21 국가대표팀에 차출되었다.

### 메스
1978-79 시즌에 디비시옹 2에서 활약할 마음이 없던 마위는 트루아를 떠나 그에게 제의를 하던 메스로 이적했다. 메스는 디비시옹 1에서 중위권 이상의 성적을 낼 선수단을 꾸릴 계획을 세웠다. 그는 메스에서 4년(1978–1982)을 활약했다. 마위는 메스에서 가장 많은 경기에 출전했는데, 총 19년의 성인 무대에서 활약하면서 이 4년 동안만 152번의 경기에 출전했다. 그는 25세의 나이가 되었을 때 선수단 주장을 맡았다. 그는 메스와의 마지막 시즌에 성인 무대 첫 골(디비시옹 1, 디비시옹 2를 통틀어)을 기록했다.
메스는 이전에 소속 구단에서 선수로 활약했던 마르크 라스톨을 1978-79 시즌을 앞두고 임명했고, 1978-79 시즌의 처음 4경기를 모두 승리로 장식했다. 메스는 시즌 내 줄곳 디비시옹 1 상위권을 놓치지 않았다. 메스는 결국 이 시즌을 5위로 마감했는데, 모나코의 바로 아래 순위(메스와 승점이 같았으나 골득실로 앞섰기에, 생-테티엔과 함께 프랑스에 할당된 2장의 UEFA컵 진출권을 가져갔다.)였다. 그는 메스에서 1년차를 보내면서 선수단에 잘 녹아들었고, 빔 쉬르비르와 함께 선수단의 중앙 수비를 맡아 32번의 경기에 출전했다.
1978-79 시즌과 대조되게, 메스는 1979-80 시즌에는 강등권에 허덕였다. 결국 메스는 17위로 시즌을 마감하며 강등을 간신히 면했다. 마위는 2년차에 32번의 리그 경기에 출전하며 빔 쉬르비르가 1979-80 시즌을 앞두고 떠나면서 앙헬 바르가스와 함께 중앙 수비를 맡았다.
1980년 여름, 메스에서 파트리크 바티스통과 필리프 르동을 비롯한 몇몇 주축 선수들이 구단을 떠났다. 메스는 1980-81 시즌을 9위로 마감했는데, 마위는 이 시즌에 37번의 리그 경기(그는 총 38번의 리그 경기 중 1경기만 결장했다)에 출전했다. 그는 알랭 콜롱보, 장-필리프 로, 그리고 뤼크 소노를 비롯한 구단의 유망주들의 본보기가 되기도 했다.
메스는 1981-82 시즌에 수토, 위스, 데루소, 리들, 폴라니오크, 그리고 바르가스가 떠나면서 선수층이 크게 얇아졌다. 이들을 대체한 선수들은 전임 선수들의 공백을 메우기에는 역부족이었기에 1981-82 시즌에 하위권을 허덕이며 최종전이 되어서야 디비시옹 1에 잔류할 지의 여부를 확정지을 수 있었다. 메스는 1981-82 시즌을 17위로 마감해 간신히 강등을 면했다. 마위는 메스에서의 마지막 시즌에 신입생 브란코 투카크와 함께 중앙 수비를 맡았고, 투카크는 메스에서 4년을 보내며 함께한 3번째 중앙 수비 동업자였다. 마위는 그 해에 34번의 리그 경기에 출전해 2골도 기록했는데, 이는 자신이 성인 무대에 출전하기 시작한 이래 처음으로(디비시옹 1과 디비시옹 2를 통틀어) 득점을 기록한 것이었다.

### 생-테티엔
1982년 여름, 마위는 거절할 수 없는 제의를 받았다. 그가 동경했던 생-테티엔이 그에게 입단 제의를 했다. 그는 이후 메스를 떠나 2M Fr에 생-테티엔으로 이적했는데, 당시 수비수 이적료로는 거액이었다. 그는 1982년 8월 10일, 바스티아와의 디비시옹 1 경기에서 처음으로 공식 경기에 출전했다. 그는 루아르 연고 구단에서 2년을 보내며 모든 대회를 통틀어 76번의 경기에 출전하여 2골을 기록했다. 그가 득점을 기록한 2번의 경기는 모두 디비시옹 1 경기로, 각각 낭시전(1982-83 시즌)과 렌전(1983-84)에 기록했다.
마위는 1982년 여름에 생-테티엔으로 이적하면서, 구단은 문제의 비자금 사건으로 재정 스캔들에 연루되어 구단의 행보는 2년 동안 부진했다. 1982-83 시즌에 11년 동안 구단 감독을 역임하던 로베르 에르뱅 감독이 1983년 2월에 경질되어 기 브리에로 교체되었다. 생-테티엔은 1982-83 시즌을 14위로 마감했는데, 안방과 원정에서 디비시옹 1-2 승강 플레이오프전을 치르는 가장 높은 순위의 강등권 구단(18위)와는 승점 3점차였다. 1982-83 시즌에 마위는 UEFA컵에 참가해 처음이자 마지막으로 유럽대항전에 출전했다. 생-테티엔은 이 대회에서 2차전에 보헤미안스에 합계 0-4로 패해 탈락했는데, 이 과정에서 마위는 구단이 출전한 4경기에 모두 출전했지만, 단 1골에도 관여하지 못했다.
1983년 여름은 구단의 황금기의 끝을 알렸는데, 파트리크 바티스통, 베르나르 장기니, 그리고 제라르 장비옹을 비롯한 주축 선수들이 떠났다. 이들을 대신한 선수들은 전임자들보다 수준이 낮은 선수들이었기에 선수층이 대폭 약화되었다. 마위의 선수단은 악전고투를 벌였고, 구단은 1983-84 시즌을 18위로 마감했다. 생-테티엔은 뒤이어 디비시옹 1-2 승강 플레이오프전에서 라싱 파리와 안방/원정 2경기에서 합계 0-2로 패하며 디비시옹 2로 강등당했다. 생테티엔은 1963년부터 디비시옹 1에 붙박이었던 점을 감안하면 격세지감인 셈이었다.

### 라싱 파리 / 마트라 라싱
1984년부터 1988년까지, 마위는 라싱 파리 / 마트라 라싱에서 활약했는데, 그는 이 기간에 131번의 리그 경기에서 12골을 기록했고, 16번의 국내 컵대회에서 1골을 넣었다. 라싱은 1985-86 시즌에 디비시옹 2를 우승하여 1986-87 시즌에 디비시옹 1 참가 자격을 확보했다.
라싱 파리는 1984-85 시즌 전반기에 부진했는데, 그에 따라 1985년 1월에 알랭 드 마르티니 감독이 해임되었다. 드 마르티니의 후임으로 빅토르 즈붕카가 취임했다. 구단은 디비시옹 1의 최하위로 떨어져 디비시옹 1 승격 1년 만에 다시 디비시옹 2로 강등되었다.
디비시옹 2 강등에도 불구하고, 당시 구단주이자 회장이던 장-뤼크 라가르데르는 대대적인 선수단 영입에 착수해 몇몇 신예와 막심 보시를 비롯한 노장 선수들을 1985-86 시즌을 앞두고 영입했다. 실베스테르 타카치 신임 감독도 같은 시기 입단했다. 마위와 라싱 선수단은 1985-86 시즌 B조를 승점 6점차로 우승했다. 뒤이어 생-테티엔과 안방, 원정 2경기를 치러 합계 4-3으로 이기고 통합 우승을 거두었다. 마위는 구단의 수비 주축으로 1985-86 시즌에 활약하며 31번의 경기에서 무려 10골을 기록했고, 국내 컵 대회에서도 5번의 경기에서 1골을 넣었는데, 그에 따라 마위는 1985-86 시즌에 단일 시즌 가장 많은 득점 생산력을 보였다. 라싱 파리는 같은 시즌 쿠프 드 프랑스에서 상승세를 이어나갔는데, 2년 연속으로 8강까지 올라갔다.
1986-87 시즌에 호성적을 내기 위해, 라싱 파리는 최상급, 국내외 국가대표 선수들(베르나르 뷔로, 루이스 페르난데스, 엔초 프란체스콜리, 브뤼노 제르맹, 피에르 리트바스키, 파스칼 올메타, 루벤 파스, 티에리 튀소 등)과 상위권 비국가대표 선수들(로이크 페라르, 장-뤼크 르 마제레스)을 1986년 중에 영입했다. 이 선수들에게 거액을 들이고도, 구단의 높은 기대치에 부응하기에는 역부족이었는데, 라싱은 1986-87 시즌에 13위에 그쳤다. 이 시즌에, 마위는 38번의 경기 중 37경기에 출전했지만, 모든 경기에서 무득점으로 침묵했다.
1987년, 구단명이 마트라 라싱으로 개칭되었다. 장-뤼크 라가르데르 회장은 구단의 3대 유럽대항전 진출을 노렸다. 1987년 여름, 구단은 포르투에서 갓 유러피언컵 우승을 거둔 아르투르 조르즈를 사령탑으로 선임했다. 제라르 뷔셰르, 메리 크리모, 티에르 페르니에, 그리고 손니 실로이가 1987-88 시즌을 앞두고 입단했다. 마트라 라싱은 1987-88 시즌 중반까지 상위 3개 구단에 이름을 올렸지만, 시즌을 7위로 마감해 UEFA컵 진출권을 놓쳤다. 그는 라싱에서의 4년차이자 마지막 해에 31번의 리그 경기에 출전해 2골을 기록했다.

### 캥페르
마위는 1988년 여름에 은퇴할 의사를 진심으로 고려했다. 그러나, 그는 디비시옹 2의 캥페르의 제의를 받자 디비시옹 1 승격을 노리는 스타드 캥페루아를 도울 도전에 흥미를 드러냈다. 또한, 구단은 마위의 전 동료 선수들의 인건비를 감당할 수준의 예산을 확보해 미셸 에토르, 조세 수토, 그리고 외젠 에케케와 같은 선수들을 확보했다. 마위는 1988년부터 1989년까지 1년 반 동안 48번의 리그 경기(모두 디비시옹 2 경기)에 출전해 3골을 스타드 캥페루아에서 기록했다.
스타드 캥페루아는 1988-89 시즌에 A조 4위로 마쳤는데, 이는 구단의 디비시옹 2 역대 최고 성적이었다. 그에 따라 캥페르는 동일 승점으로 골득실차에서 앞서 A조를 3위로 마감한 렌에 디비시옹 1 승격 플레이오프전 진출권을 헌납했다. 마위는 캥페루아 소속으로 이 시즌에 34번의 리그 경기에서 33경기 출전해 1골을 기록했다.
1989-90 시즌은 스타드 캥페루아 선수단에게 고난과 같은 시즌이었는데, 선수단은 재정난으로 곤경에 처했다. 이 재정난은 구단의 디비시옹 1 승격 계획도 물거품으로 만들었지만, 마위를 비롯한 선수들을 1989년 10월과 11월 사이에 매각해야 하는 처지로도 내몰았다. 1989-90 시즌 디비시옹 2 전반기에, 르 아브르의 회장이었던 장-피에르 위로가 캥페르를 방문해 마위의 구단 입단 제의를 건냈다.

### 르 아브르
1989년 10월, 마위는 르 아브르와 2년 계약을 맺고 이적했고,(당시 디비시옹 2 소속) 구단 주장으로 취임했다. 그는 4년 가까이 르 아브르에서 활약하며 2차례 계약을 연장했고, 118번의 리그 경기에서 7골을 기록했고, 7번의 국내 컵대회에서 2골을 넣었다. 르 아브르는 1990-91 시즌에 2부 리그를 우승했다. 1993년 5월 29일, 그는 현역 시절 마지막 경기를 치렀는데, 쥘 데샤소 르 아브르 안방에서 오세르를 상대로 디비시옹 1 경기(자신의 422번째이자 마지막 디비시옹 1 경기)를 치렀다.
마위는 르 아브르에서의 1년차에 18번의 리그 경기에 출전해 1골을 기록했다. 구단은 5위로 리그를 마감했고, 1989-90 시즌 디비시옹 2 B조에서 최소 실점 2위를 기록했다.
마위는 르 아브르에서의 2년차에 주장으로 취임해 32번의 리그 경기에 출전해 리그에서 4골을 기록했다. 구단은 1990-91 시즌 B조에서 1위를 차지해 2위인 랑스와 승점 5점차였다. 르 아브르는 A조를 우승한 님을 플레이오프전에서 합계 3-0으로 이기고 1990-91 시즌 디비시옹 2 통합 우승을 거두었다.
디비시옹 1 복귀의 꿈을 성사시킨 마위는 현역 은퇴를 고려했다. 그는 경기 중에 다리에 쥐가 나 쓰러지는 경우가 많아져 경기를 90분 출전할 체력이 되지 못했다. 그러나, 그에도 불구하고 선수단의 승리에 공헌할 수 있다면 계속 활약할 의사를 표했다. 그레이엄 릭스, 바츨라프 다네크, 티에리 구데, 피에르 오밤, 파트리스 가랑드, 장-크리스토프 투브넬, 그리고 테디 베르탱이 1991-92 시즌을 앞두고 입단했다. 르 아브르는 1991-92 시즌에 1부 리그에서 깜짝 7위를 차지했고,(마위는 이 시즌에 38번의 경기에 출전해 1골을 기록했다) 단 2점 차이로 1992-93 시즌 UEFA컵 진출이 무산되었다.
다네크, 가랑드, 릭스가 1992-93 시즌을 앞두고 떠나면서 선수층이 얇아졌다. 그러나, 르 아브르는 1992-93 시즌을 15위로 마감하며 디비시옹 1에 잔류했다. 마위는 프로 무대 마지막 시즌에 30번의 리그 경기에 출전해 1골을 기록했다.

### 은퇴
마위는 1993년에 축구화를 벗는 시점에 13시즌을 디비시옹 1에서, 6시즌을 디비시옹 2에서 보내며 422번의 디비시옹 1 경기에 출전해 8골을 기록했고, 174번의 디비시옹 2 경기에서 18골을 넣었다. 도합 디비시옹 1-2에서, 19시즌동안, 그는 54번의 국내 컵대회 경기에서 4골을 기록했고, 유럽대항전 경기에도 4번 출전했다.

## 국가대표팀 경력
1981년부터 1983년까지, 마위는 프랑스 국가대표팀 경기에 9번 출전했고, 득점한 적은 없다.
마위는 1981년 9월 9일에 브뤼셀의 에젤 경기장에서 열린 벨기에와의 1982년 월드컵 예선전에서 프랑스 국가대표팀 신고식을 치렀다. 그는 아일랜드와의 1981년 10월 14일 1982년 월드컵 에선전 경기에도 출전했다. 그는 스페인에서 열린 1982년 월드컵 본선에 참가할 프랑스 선수단의 일원으로도 이름을 올렸다. 그는 대회 본선에서 1경기 출전했는데, 알리칸테에서 열린 폴란드와의 3위 결정전에 출전했다. 이 경기는 마위의 3번째이자 마지막 프랑스 국가대표팀 공식 경기 출전이었다.
그의 마지막 국가대표팀 출전 경기는 1983년 3월 23일에 파르크 데 프랭스에서 열린 소련과의 친선경기였다.

## 말년 행보
현역 은퇴 후, 마위는 퐁텐블로에 정착했다. 1994년을 기점으로, 마위는 퐁텐블로에서 10km정도 떨어진 모레-쉬르-로잉의 보험사에서 근무했다. 그는 이후 모레-쉬르-로잉의 보험사 뮈테유 뒤 만 증권(Mutuelles du Mans Assurances, MMA)의 이사도 역임했다.
보험사에서 근무한 것 외에도, 마위는 지역 정치와 체육 행정 활동에도 참가했다. 그는 퐁텐블로 군의원으로도 당선되었다. 그는 2005년부터 군수를 보좌하여 10년 가까이 체육 관련 조례를 정비했다. 그는 프랑스 축구 연맹의 전국 윤리위원으로 2010년부터 4년 동안 역임했다. 2012년을 기점으로, 그는 퐁텐블로 군 공동회에서 스포츠 영역을 다루었다. 1995년부터 1998년까지, 마위는 자신이 축구를 시작했던 라싱 퐁텐블로의 회장을 역임하기도 했다. 그는 이후 영면에 들기 전까지 라싱 퐁텐블로의 명예 회장도 역임했다. 마위는 2013-2016 페상데리 구장(라싱 퐁텐블로의 안방 구장)의 보수 작업을 담당하기도 했다. 보수 작업은 착공 시점으로부터 3년 안에 끝날 계획이었다.

## 사생활
마위는 퐁텐블로 출신 코린을 1979년에 배우자로 맞이하였다. 둘 사이 두 아들 다비와 미키를 두고 있다.

## 후평
"그(마위)는 경기장 내외로 위대한 축구인으로 남을 것입니다"라고 노엘 르 그라에 프랑스 축구 연맹장이 회고했다. 르 그라에는 마위가 "본보기가 될 만한" "재능 있는" 선수로, "일찍이 전성기가 불운히 끝났다"고 덧붙였다.

## 최후와 장례식
마위는 2014년 2월 8일 새벽에 파리의 병원에서 오랜 암투병 끝에 영면에 들었다. 그는 유족으로 배우자 코린과 두 아들(다비와 미키), 그리고 손주들을 남겼다.
마위의 장례식은 2013년 2월 13일 오전 10시 30분에 퐁텐블로의 성 루이 천주교 대성당에서 진행되었다. 그의 유가족, 전 동료, 퐁텐블로 군의회,(프레데리크 바예투 군수 포함) 그리고 소속 구단의 전 동료인 파트리크 바티스통, 막심 보시, 루이스 페르난데스, 야니크 스토피라, 그리고 뤼크 소노르를 포함해 800명이 그의 장례식에 참석했다. 장례식 끝에 마위는 군 공동묘지에 묻혔다.

## 참고
1. 1 2  1987년, 라싱 파리는 마트라 라싱으로 개칭했다.